# Centrale nucléaire de Penly
La centrale nucléaire de Penly est une centrale nucléaire française, située en Seine-Maritime dans la commune de Petit-Caux sur la côte de la Manche. 
En 2024, Électricité de France exploite deux réacteurs à eau pressurisée de modèle P'4, en service depuis 1990 et 1992. Deux réacteurs EPR2 sont prévus sur le site et sont actuellement en phase de pré travaux. Leur mise en service est estimée à 2035-2036.

## Caractéristiques du site
La centrale se situe sur le territoire de la commune de Petit-Caux sur la côte de la Manche en Seine-Maritime, entre Le Tréport (situé à 20 km au nord-est de la centrale) et Dieppe (situé à 15 km au sud-ouest de la centrale), et à 70 km de Rouen. Le début de la construction date de 1982 et 1984 (respectivement pour les tranches 1 et 2) par EDF, qui est autorisée à l'exploiter depuis 1990 et 1992.
Le site de la centrale de Penly occupe une superficie de 230 hectares dont 70 hectares gagnés sur la mer, au bord de la Manche, où la centrale puise l'eau pour son refroidissement. Le site avait été initialement préparé pour quatre réacteurs, mais seuls deux ont été construits,.
La centrale est construite au débouché de la valleuse de Penly. Les bâtiments de la centrale sont construits au pied de falaises en craie datant du Turonien. Selon EDF, la zone a été choisie pour ses caractéristiques géologiques favorables. Encaissé en bordure du littoral du Talou, le site nucléaire a un impact relativement limité sur le paysage car les bâtiments sont peu visibles depuis la terre[réf. souhaitée].

### Funiculaire
Le site a la particularité d'abriter le seul funiculaire à usage industriel en France encore en fonctionnement. Il permet l'accès rapide aux installations depuis l'entrée du site située en haut de falaise.
Son dénivelé est de 100 mètres pour 30,7 % et sa ligne forme une grande courbe avec un croisement au centre.
Il a une longueur de 287 mètres, a été construit par la société Skirail en 1991 et fut inauguré en 1992. Sa vitesse est de 8 m/s (environ 29 km/h) et il transporte 55 personnes en 55 secondes. Son fonctionnement est entièrement automatisé et il est ouvert 24 h/24.
Si le vent dépasse 31 m/s (environ 112 km/h), les cabines sont immobilisées dès leur arrivée en station jusqu'à ce que le vent chute au-dessous de cette valeur pendant plus de trois minutes.
Le départ est géré par un programme aux heures de pointe et par appel aux heures creuses.
Les deux cabines roulent sur un viaduc métallique qui culmine jusqu'à 11 mètres sur le talus.

## Caractéristiques des réacteurs
Le site est doté de deux réacteurs à eau pressurisée de deuxième génération, d'une puissance électrique nette de 1 330 MW chacun, et appartenant au palier P'4. Ils ont été mis en service en 1990 et 1992 et sont refroidis par l'eau de la Manche. Comme tous les autres réacteurs nucléaires français, la chaudière nucléaire (cuve, générateurs de vapeurs, circuit primaire, pressuriseur et groupes moto-pompe primaires) est fournie par Framatome ; et l'îlot conventionnel (groupes turbo-alternateurs équipés de turbines à vapeur, l'essentiel de leurs auxiliaires mécaniques et électriques, et le poste d'eau) par Alsthom,.
Les caractéristiques des réacteurs en service sont les suivantes :
| Nom du réacteur | Modèle        | Capacité    | Capacité    | Capacité        | Exploitant | Constructeur | Début construction | Raccordement au réseau | Mise en service commerciale |
| Nom du réacteur | Modèle        | Nette (MWe) | Brute (MWe) | Thermique (MWt) | Exploitant | Constructeur | Début construction | Raccordement au réseau | Mise en service commerciale |
| --------------- | ------------- | ----------- | ----------- | --------------- | ---------- | ------------ | ------------------ | ---------------------- | --------------------------- |
| Penly-1         | P'4 REP 1 300 | 1 330       | 1 382       | 3 817           | EDF        | Framatome    | 1er septembre 1982 | 4 mai 1990             | 1er décembre 1990           |
| Penly-2         | P'4 REP 1 300 | 1 330       | 1 382       | 3 817           | EDF        | Framatome    | 1er août 1984      | 4 février 1992         | 1er novembre 1992           |

### Production et maintenance
En 2023, l'exploitation des deux réacteurs emploie plus de 1 300 personnes.
Comme pour les 58 autres réacteurs nucléaires français de deuxième génération, les réacteurs de Penly étaient conçus pour une durée d’exploitation d'au moins 40 ans. Pour atteindre voire dépasser cette durée de fonctionnement, une réévaluation et un réexamen de sûreté ont lieu tous les dix ans lors des visites décennales. En fonction de l'évolution de la réglementation, des progrès technologiques et du retour d'expérience de l'ensemble des installations nucléaires dans le monde, des modifications sont nécessaires, et sont effectuées pour respecter le niveau de sûreté requis. Une fois terminées, l'Autorité de sûreté nucléaire (ASN) peut autoriser une poursuite de l'exploitation pour dix années supplémentaires.
|         | 1re visite décennale | 2e visite décennale                   | 3e visite décennale               |
| ------- | -------------------- | ------------------------------------- | --------------------------------- |
| Penly-1 | 2002                 | 17 septembre 2011 au 26 décembre 2011 | 2 octobre 2021 au 21 juillet 2023 |
| Penly-2 | 2004                 | 1er février 2014 au 25 mai 2014       | depuis le 3 octobre 2024          |

Note : la date indiqué correspond au début de la visite décennale.

## Incidents

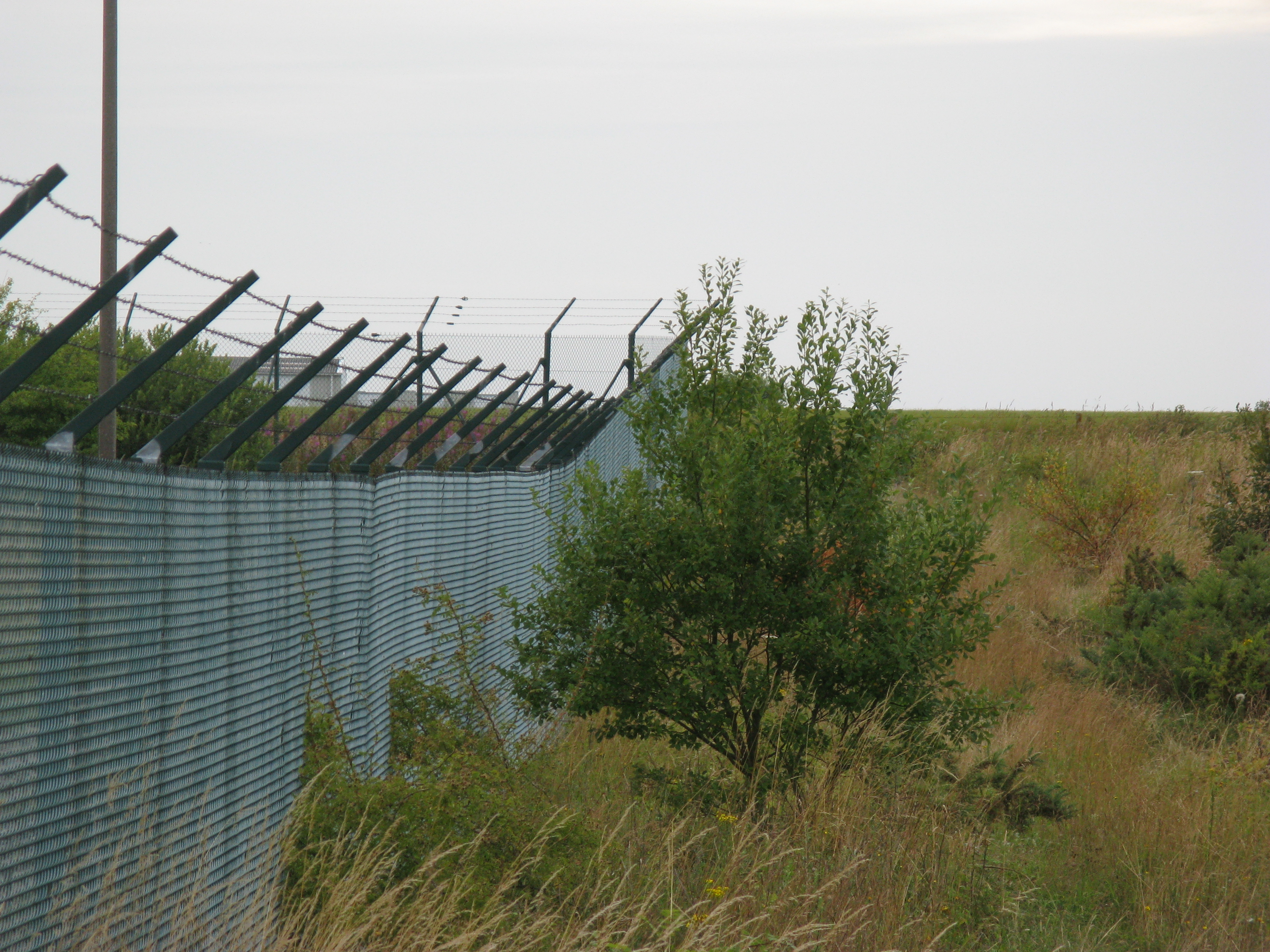
Clôture de la centrale, franchie par des militants de Greenpeace en décembre 2003, avant de monter sur le bâtiment réacteur et sur des cheminées de la centrale

Le 9 juin 2004, des rejets faiblement radioactifs ont été déversés en mer en raison d'une fuite au niveau d'un des réservoirs de collecte du circuit secondaire des réacteurs.
Le 11 octobre 2011, un agent d’une entreprise prestataire a été contaminé au niveau du visage. 

### 2012: incendie et fuite d'eau du circuit primaire au réacteurno2
Le 5 avril 2012, à 12 h 20, un incendie se produit sur le réacteur numéro 2 et conduit à l'arrêt automatique du réacteur,,. À 13 h 15, soixante pompiers interviennent sur le site avec une dizaine de véhicules d'intervention et maîtrisent l'incendie,. Dans l'après-midi, une fuite d’eau est diagnostiquée au niveau du joint de l'une des quatre pompes de refroidissement du circuit primaire du réacteur no 2, probablement en lien avec l'incendie,. En réduisant la pression d’eau dans le circuit primaire, le débit de la fuite passe de 2,3 m3/h en début de soirée à 0,1 m3/h plus tard dans la soirée. Vers 4 h 30, la situation est stabilisée et EDF attend un refroidissement complet du réacteur avant d'intervenir. 
Le 6 avril, l'Autorité de sûreté nucléaire (ASN) réalise une inspection sur le site pour analyser les causes de l'incident. Selon Jean-Christophe Niel, directeur général de l'ASN, une personne a été légèrement brûlée pendant l'intervention dans le bâtiment réacteur et aucune contamination radioactive n'a été décelée sur les vingt-neuf personnes qui sont entrées dans le bâtiment réacteur pour éteindre les départs de feu. Il a également indiqué que l'eau radioactive a été récupérée dans des bacs prévus à cet effet et que l'incident n'a eu aucun impact sur l'environnement,. 
L'Association pour le contrôle de la radioactivité dans l’Ouest (ACRO), un laboratoire indépendant en matière de contrôle nucléaire, a indiqué avoir effectué trois prélèvements d'air à deux kilomètres de la centrale pour vérifier l'absence de rejets radioactifs. Selon l’ACRO, « aussitôt l'incident à la centrale de Penly connu, des préleveurs volontaires de l'ACRO ont effectué trois prélèvements d'herbe sous les vents dominants de la centrale. Les résultats d'analyse n'ont pas mis en évidence de contamination artificielle à deux kilomètres de la centrale. Nous regrettons que nos préleveurs n'aient pas eu le droit de prélever plus près. » 
Lors de la réunion plénière de la CLIN (commission locale d'information sur le nucléaire Paluel-Penly) du 18 avril 2012 à Saint-Martin-en-Campagne (près de Penly), Alban Verbecke, le directeur du site, déclare que 1 200 litres d'huile ont été répandus au pied de la pompe primaire et que les flammes mesuraient de 15 à 50 centimètres de haut au plus fort du sinistre. Il présente plusieurs images sur lesquelles on peut voir que des chemins de câbles avec des câbles de couleurs verte et bleue ont été touchés par le début d'incendie. Il déclare également que l'arrêt coûte de un million et demi à deux millions d'euros chaque jour[non neutre][réf. nécessaire].
Lors d'une réunion publique de la CLIN, le 19 décembre 2012 à Dieppe, on apprend que la véritable origine du sinistre est due à une erreur humaine commise le 4 avril 2012 à 3 h 41 par un opérateur d'EDF ; en effet, treize secondes avant d'arrêter effectivement un ventilateur, ce pour quoi il intervenait, il a mis en marche, par erreur, une pompe de graissage haute pression qui fonctionnera plus de 30 heures. Un joint mal monté (serrage insuffisant) fuira et l'huile coulera sur les canalisations du circuit primaire avec les conséquences connues le 5 avril. Le directeur de la centrale confirmera cette information lors de la séance plénière de la CLIN du 3 octobre 2013.
En juillet 2016, l'ASN et l'IRSN présentent leurs conclusions sur l'analyse de l'incident qui est classé au niveau 1 de l'échelle INES par l'ASN.

### 2023: phénomène de corrosion sous contrainte
En octobre 2021, sont détectés sur le réacteur n°1 de la centrale nucléaire de Civaux des micro-fissures au niveau des soudures des circuits RRA (refroidissement du réacteur à l’arrêt), et des circuits RIS (circuit d'injection de sécurité permettant l'injection d'eau borée en cas de brèche du circuit primaire). Ces fissures sont liée à un phénomène de corrosion sous contrainte (CSC) générique atteignant potentiellement plusieurs réacteurs du parc français. EDF procède en 2022 et en 2023 à l'inspection des circuits RRA et RIS de ses réacteurs potentiellement atteints, c'est-à-dire les plus récents appartenant au palier P4/P'4 et au palier N4. 
Le 24 février 2023, EDF signale par une information réglementaire la détection d'une fissure en lien avec de la CSC sur la « branche chaude » du circuit d'injection de sécurité (circuit RIS) du réacteur numéro 1 de Penly. Cette fissure d'une longueur de 155 mm (soit environ le quart de la circonférence de la tuyauterie), et d'une profondeur maximale de 23 mm (pour une épaisseur de tuyauterie de 27 mm), est bien plus importante que les autres micro-fissures en lien avec le phénomène de CSC retrouvé sur le reste du parc (au maximum 6 millimètres à Civaux). La particularité de cette soudure est d'avoir été doublement réparée lors de la construction du réacteur. L'incident est classé au niveau 2 sur l'échelle INES,. 
Le 7 mars 2023, après complément d'information transmis par EDF le 6 mars 2023, l'ASN demande à EDF « de réviser sa stratégie pour tenir compte de ces nouvelles informations ».

## Projet Penly 3 (EPR) - 2008 à 2012
Un troisième réacteur de modèle EPR a été en projet à la centrale de Penly.
Le 19 septembre 2008, alors que les conseillers municipaux de Dieppe procèdent au vote à main levée de la motion sur l'EPR, un groupe de militants du mouvement antinucléaire s'interpose et manifeste son mécontentement. Le maire, Sébastien Jumel, doit à plusieurs reprises suspendre le conseil municipal, qui adoptera finalement la motion pour le projet EPR.
Le 29 janvier 2009, le président Nicolas Sarkozy retient le site de Penly pour accueillir le deuxième réacteur EPR français. EDF serait alors investisseur et opérateur majoritaire.
Le 29 mars 2010 à Dieppe, commence la première des treize réunions publiques qui se sont tenues pendant trois mois et demi, la dernière se déroulant à Saint-Martin-en-Campagne. Elles étaient retransmises en direct sur Internet, ont toutes été enregistrées en vidéo et sont disponibles avec leurs verbatims, dans certaines bibliothèques universitaires. Ces treize interventions ont donné lieu à la réalisation de trente-trois cahiers d'acteurs.
Le 18 mai 2010 à Caen, des perturbateurs non identifiés rendent le débat impossible malgré la médiation de certains opposants au projet qui tenaient à assister à ce débat. Parmi les associations du mouvement antinucléaire, le collectif « Stop EPR, ni à Penly, ni ailleurs » de Haute-Normandie a appelé à participer au débat tandis que son homologue bas-normand a appelé à manifester, mais en dehors de la salle. 
Le 26 mai 2011, les collectifs « Stop EPR, ni à Penly, ni ailleurs » et « Sortir du nucléaire » déposent un recours auprès du tribunal administratif de Rouen.
En mai 2011, Christophe de Margerie, PDG de Total et investisseur du projet Penly-3, a annoncé peu de temps après l'accident de la centrale de Fukushima que « la réflexion sur le projet a été apparemment stoppée ». Stéphane Beaufils, secrétaire général de la CGT de Dieppe a annoncé le 1er juin qu'il « faut attendre le retour d’information de l’accident de Fukushima et cela prendra le temps que cela prendra. ».
L'enquête publique sur ce projet de réacteur nucléaire EPR, qui devait débuter en juin 2011, a été reportée une première fois à octobre 2011, puis à la demande d'EDF jusqu'à une date indéterminée en 2012,.
Pendant la campagne présidentielle 2012, François Hollande se prononce contre la construction au cours du mandat 2012-2017, mais n'indique pas avoir décidé un arrêt définitif. En juillet 2012, la ministre de l'écologie Delphine Batho annonce ne pas vouloir construire d'EPR à Penly.

## Projet Penly 3 et 4 (paire d'EPR2)

### Historique

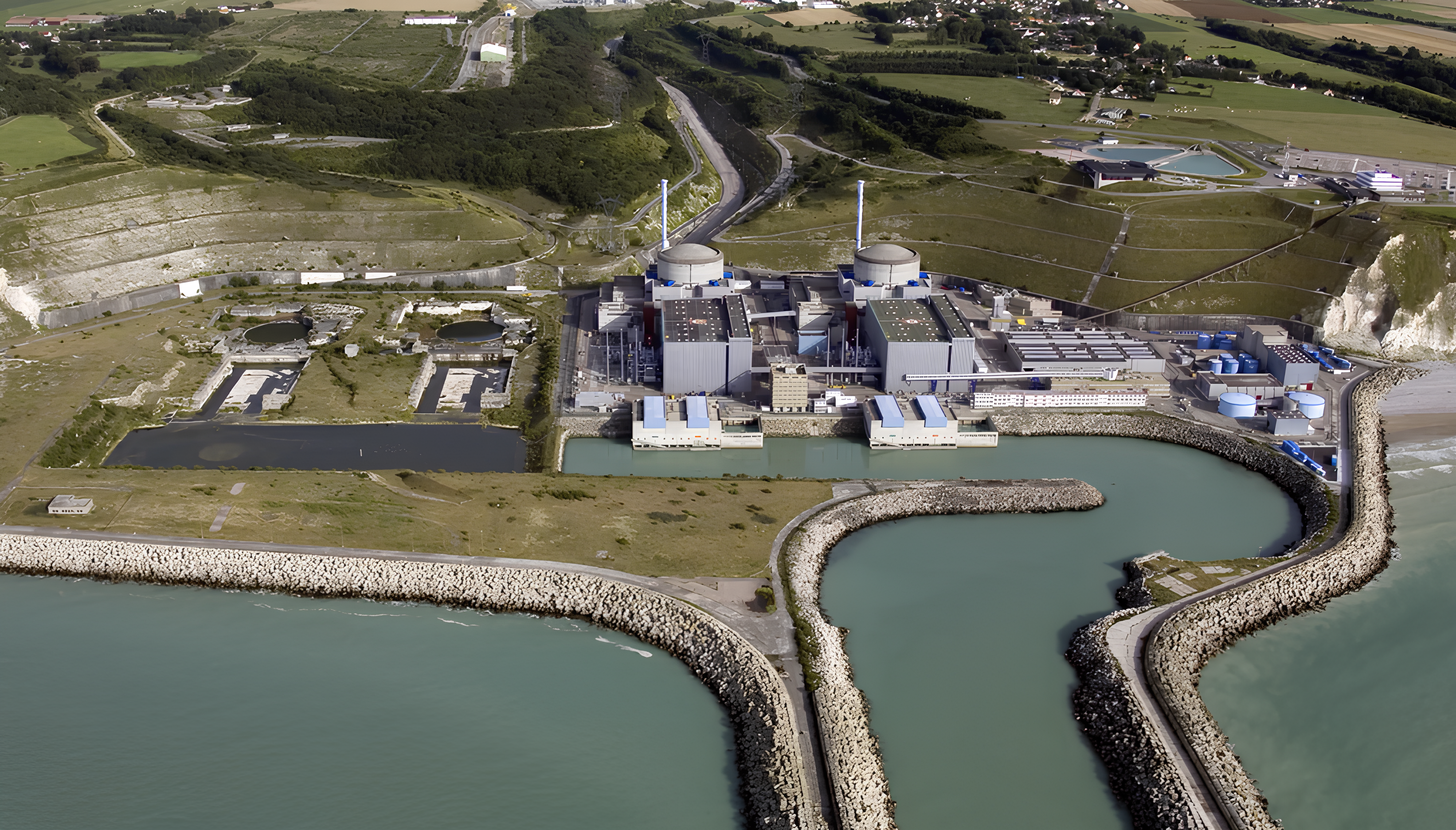
Centrale nucléaire de Penly en 2022 : à droite les 2 réacteurs du palier P'4, à gauche les emplacements qui accueilleront les futurs EPR2 (initialement prévu pour les réacteurs 3 et 4 du palier P'4).

Le projet est relancé en 2019, EDF cherchant des sites pour la construction d'éventuelles nouvelles paires de réacteurs de type EPR2, version optimisée de l'EPR principalement afin d'en améliorer la constructibilité.
Le 16 décembre 2020, le site de Penly est retenu et proposé par la direction d'EDF pour accueillir deux nouveaux réacteurs de type EPR2, en cas de décision favorable par l'État de poursuivre le programme EPR,. 
Lors du discours de Belfort du 10 février 2022, le président de la République Emmanuel Macron annonce la construction de six nouveaux réacteurs nucléaires de type EPR2 en France, répartis en trois paires sur des centrales existantes (avec études pour la réalisation de huit EPR2 supplémentaires). Le lendemain, le président d'EDF Jean-Bernard Lévy confirme que la centrale de Penly est le premier site sélectionné.
Le 2 mars 2022, EDF saisit la Commission nationale du débat public (CNDP) afin d'organiser le débat public sur cette paire d'EPR 2 à Penly. La présidence est confiée à Michel Badré ancien président de l'Autorité environnementale, et co-auteur en février 2022 dans Le Monde d'une tribune critique sur les annonces d'Emmanuel Macron de relance du nucléaire. Le débat se tient du 27 octobre 2022 au 27 février 2023.
Le 22 juin 2023 est adoptée une loi permettant l'accélération des procédures administratives pour la construction de nouveaux réacteurs sur des sites nucléaires déjà existants. Cette dernière ne se substitue pas aux processus de participation du public, ni à l'avis de l'ASN. Elle permet essentiellement une accélération des procédures en amont du chantier : non-inclusion dans les objectifs de Zéro artificialisation nette de la commune, présomption de raison impérative d'intérêt public majeur (RIIPM), etc. De plus, cette loi permet l'engagement des travaux préparatoires sur le site (terrassement, constructions d'annexes, parkings, logements, etc.) avant l'obtention du DAC, mais après l'obtention d'un avis favorable de l'Autorité environnementale,. En novembre 2023, l'Autorité environnementale appelle EDF à revoir l'étude d'impact environnemental, ; en réponse, EDF doit présenter un mémoire avant le lancement de l’enquête publique, prévue au premier trimestre 2024.
Le 28 juin 2023, le conseil d'administration d'EDF valide le dossier de demande d'autorisation de création des deux nouveaux EPR2 qui doivent être construits à Penly. Ce dossier est remis au ministère de la Transition énergétique, qui le transmet à l'ASN. Le processus d'instruction de cette demande devrait durer plus de trois ans, pour aboutir fin-2026 à la délivrance du « décret d'autorisation de création » ou DAC. EDF estime la durée de construction des EPR2 de Penly entre huit et neuf ans, et vise une entrée en service en 2035-2036.
EDF est le maitre d'œuvre et le maitre d'ouvrage. Le génie civil est confié à Eiffage. La fourniture des gros composant de la chaudière nucléaire sont confiés à Framatome (cuve, générateurs de vapeurs, circuit primaire, pressuriseur et groupes moto-pompe primaires) ; et la fourniture de l'îlot conventionnel par Arabelle Solutions (groupe turbo-alternateur équipés de la turbine à vapeur Arabelle-1700, les auxiliaires mécaniques et électriques, et le poste d'eau).

### Pré travaux - été 2024
Après obtention de « l'autorisation environnementale » le 3 juin 2024, le gouvernement autorise EDF à débuter les travaux préparatoires sur le site,. Ces derniers devraient durer trois ans et demi et consistent à aménager le site : débroussaillage, déboisement, relocalisation de la faune et de la flore à protéger, création des installations de chantier, terrassement, reprofilage de la falaise, amélioration des accès au site et création d'un parking. Une partie du site est installée sur une surface artificialisée gagnée sur la mer ainsi que sur d'anciennes installations de chantiers afin de minimiser l'impact environnemental,. Le 6 juillet 2024, EDF obtient l’approbation de la convention d’utilisation du domaine public maritime (CUDPM), permettant de réaliser la totalité des travaux préparatoires, notamment ceux impactant le domaine public maritime.